# مؤشر العولمة KOF
مؤشر العولمة KOF هو مؤشر لدرجة العولمة يُصنّف 122 دولة.:29 صممه أكسل دريهر في Konjunkturforschungsstelle في المعهد الاتحادي السويسري للتقانة زيوريخ، سويسرا. نُشر التقرير لأول مرة عام 2002، وغطى الفترة من عام 1970 حتى ذلك العام.:46نشر أيضاً بمعطيات جديدة عام 2017  و 2018. 
يعتمد المؤشر على ثلاثة معايير رئيسية: اقتصادية وسياسية واجتماعية.  : 46 على عكس مؤشر ماستريخت للعولمة، فإنه لا يأخذ في الاعتبار العوامل البيئية.  : 29 

## قراءة إضافية
- أكسل دريهر (2006). هل تؤثر العولمة على النمو؟ أدلة من مؤشر جديد للعولمة. الاقتصاد التطبيقي 38 (10): 1091-1110.دُوِي:10.1080/00036840500392078معرف الغرض الرقمي : 10.1080/00036840500392078. (الاشتراك مطلوب).
- مؤشر KOF للعولمة في المعهد الفيدرالي السويسري للتكنولوجيا في زيورخ